# Trusksjön (Västlands socken)
Trusksjön är en sjö i Tierps kommun i Uppland och ingår i Tämnaråns huvudavrinningsområde. Sjön har en area på 0,192 kvadratkilometer och ligger 33,1 meter över havet. Sjön avvattnas av vattendraget Truskbäcken som rinner norrut och förenar sig med Kårbobäcken, som via Sandbyån når Tämnarån.
Truskskjön är en skogsjö belägen i marker med myrar. Av fågelarter kan nämnas sångsvan, brun kärrhök och änder. En misslyckad sjösänkning på 1930-talet ledde till att sjön sänktes med 150 cm istället för planerade 80 cm. Upplandsleden passerar norr om Trusksjön.

## Delavrinningsområde
Trusksjön ingår i delavrinningsområde (671003-159468) som SMHI kallar för Ovan Norrån. Medelhöjden är 31 meter över havet och ytan är 43,64 kvadratkilometer. Det finns inga avrinningsområden uppströms utan avrinningsområdet är högsta punkten. Sandbyån (Kårbobäcken) som avvattnar avrinningsområdet har biflödesordning 2, vilket innebär att vattnet flödar genom totalt 2 vattendrag innan det når havet efter 8 kilometer. Avrinningsområdet består mestadels av skog (76 procent). Avrinningsområdet har 0,19 kvadratkilometer vattenytor vilket ger det en sjöprocent på 0,4 procent.